# Guilherme Espírito Santo
Guilherme Santana Graça do Espírito Santo (Lisboa, 30 de Outubro de 1919 — Lisboa, 25 de Novembro de 2012), mais conhecido como Espírito Santo foi um futebolista internacional português, também praticante de atletismo, nas modalidades de salto em altura, salto em comprimento e triplo salto. Como jogador de futebol representou sempre o Sport Lisboa e Benfica, de 1936 até 1949. Ao serviço do encarnados sagrou-se 4 vezes campeão nacional, venceu 3 Taças de Portugal e 1 Campeonato de Lisboa, marcando mais de 150 golos em 14 épocas. No atletismo foi recordista nacional do salto em altura, comprimento e triplo salto, tendo conquistado vários títulos de campeão nacional, nas três especialidades de saltos.

## Biografia
Guilherme Espírito Santo, descendente de Sãotomenses, nasceu em Lisboa, no Outubro de 1919. Contudo, aos 8 anos de idade teve de se fixar com a mãe em Luanda. Foi na capital angolana que deu os primeiros passos para o futebol, entrando muito novo para a escola de formação do Sport Luanda e Benfica.
Ao se aposentar da carreira futebolística em Lisboa, colaborou na fundação e organização do Movimento Anti-Colonial (MAC), de cuja direção inicial fez parte, em conjunto com Agostinho Neto, Amílcar Cabral, Marcelino dos Santos, Humberto Machado, Noémia de Sousa, Mário Pinto de Andrade e Lúcio Lara.

### Carreira no Benfica
Benfiquista de coração, o jovem Guilherme tinha Vítor Silva, grande avançado do seu futuro clube, como grande ídolo de juventude. Por ironia do destino, em 1936, é contratado pelo Benfica para substituir a sua referência de infância, depois de ter agradado nos treinos que fez à experiência.
Aos 16 anos de idade, estreou-se na primeira equipa dos Encarnados, num encontro particular frente ao Vitória de Setúbal a 20 de Setembro de 1936, vencendo por 5-2, e marcando um golo aos 85 minutos no campo dos Arcos..
A estreia oficial ocorreu, em 11 de Outubro, para o campeonato regional (ainda com Vítor Gonçalves como treinador) quando no campo do Casa Pia AC, denominado Restelo, o Benfica empatou sem golos com os casapianos. Espírito Santo estava a 19 dias de completar 17 anos!  
Sagrou-se campeão nacional, logo nesta época de estreia, em 1936/1937, revalidando o título conquistado pelo SL Benfica na época anterior, tendo sido totalista com 14 jornadas (1 260 minutos) marcando 16 golos, média superior a um golo por jogo!
Nas 4 épocas seguintes, o avançado centro angolano, cedo alcunhado de "Pérola Negra", ajudou a sua equipa a conquistar mais 3 títulos: o seu bi-campeonato nacional (tri-campeonato da equipa), em 1937/1938, bem como o Campeonato de Lisboa e a Taça de Portugal em 1939/1940. Durante esse período temporal, destaque para os 9 golos apontados frente ao Casa Pia, numa vitória robusta por 13-1, em jogo a contar para o campeonato de Lisboa de 1937/1938. 
Destaque também para o jogo das meias-finais da Taça de Portugal, na época 1938/1939, quando se disputava a duas mãos. Após ter perdido 6-1 no primeiro jogo, o SL Benfica operou uma reviravolta espectacular ganhando a segunda mão por 6-0, o que levou os jogadores do FCP a abandonarem o relvado a 18 minutos do fim, tendo Guilherme Espírito Santo apontado 2 golos.
Depois de 5 épocas recheadas de êxitos, não só a carreira do número 7 do Benfica ficou em perigo, como também a sua própria vida. Uma grave inflamação nos pulmões impediu-se de disputar qualquer jogo de futebol entre 1941 e 1944. Depois de 2 temporadas em branco, Espírito Santo regressou, desta feita para actuar numa nova posição, a de extremo direito. Ainda disputou 7 jogos no final da época de 1943/1944, tendo apontado um golo no campeonato e venceu a sua segunda Taça de Portugal, conquistada na final frente ao Estoril-Praia, numa vitória recorde de 8-0.
Um ano mais tarde, mais um título de campeão, numa prova ganha ao sprint. O rival Sporting conquistou 27 pontos, menos 3 que as Águias. Esta seria a última vitória no nacional de futebol até 1949/1950, última época da carreira de Espírito Santo. Entretanto, o Belenenses conquistou o seu primeiro título e o Sporting sagrou-se tricampeão nacional. O SL Benfica contudo vendeu sempre cara a derrota, ficando as quatro vezes em 2º lugar, tendo inclusive perdido em 1947/1948 pelo confronto directo, pois terminou em igualdade pontual com os Leões.
Em 1948/1949, e já em final de carreira, triunfa novamente na Taça de Portugal, desta vez derrotando na final o Atlético CP, por 2-1. A época seguinte marca o final de jejum do Benfica, que conquista sem contestação o seu 7º campeonato nacional, 4º com o contributo de Guilherme Espírito Santo. No entanto, o extremo apenas actuou num jogo nessa época. Despediu-se dos relvados em 8 de Dezembro de 1949, com 30 anos, num jogo onde o Benfica venceu a Académica de Coimbra por 7-1.
Jogou os últimos 15 minutos, a avançado-centro, despedindo-se para sempre do futebol. Participou durante 12 temporadas na equipa principal do “Glorioso”, com nove épocas a titular. Jogou um total de 24 561 minutos (correspondentes a 17 dias a jogar ininterruptamente) em 285 jogos marcando 199 golos. Entre 4 de Abril de 1937 e 17 de Abril de 1938, durante um ano, participou nos 42 jogos consecutivos da nossa equipa principal de futebol, num total de 3 735 minutos. 
Entre 285 jogos e 199 golos, em destaque 116 jornadas e 79 golos no campeonato nacional, 22 jogos (e 16 golos) na Taça de Portugal, 60 jornadas (e 45 golos) no campeonato regional de Lisboa, oito encontros (seis golos) na Taça de Honra da AFL, um jogo e um golo na “Taça Império” (inauguração do Estádio Nacional, no Vale do Jamor), 44 jogos (e 36 golos) em particulares nacionais, sete jogos internacionais particulares e 15 encontros (e sete golos) em jogos nacionais em torneios.
Sempre ligado ao seu clube, continuou a representar o Benfica na modalidade de Ténis, jogando durante três décadas, mostrando nos “courts” a sua vocação de desportista, sagrando-se campeão regional e nacional em representação do Clube.
Foi homenageado pelo SL Benfica, com o mais alto galardão da história do clube, a Águia de Ouro, a 15 de Junho de 2000 e designado Presidente Honorário do Centenário do Sport Lisboa e Benfica.

### Selecção Nacional
Espírito Santo entrou na história ao ser o primeiro futebolista negro a representar Portugal. A sua estreia deu-se num jogo contra a selecção espanhola e logo na primeira vitória conseguida pelas cores portuguesas. Foi a 28 de Novembro de 1937, em Vigo, depois de 11 derrotas e 1 empate, frente à congénere espanhola. Numa altura em que os jogos internacionais escasseavam, foi 8 vezes internacional A pela formação das Quinas, tendo apontado 1 golo.

### Carreira no atletismo
Foi por acaso que o jovem futebolista do Benfica descobriu que também tinha jeito para outra modalidade. Em 1938, num treino da sua equipa, no Estádio das Amoreiras, a bola escapou-se para o local onde se praticava atletismo e quando buscava o esférico, o futebolista do Benfica saltou despreocupadamente por cima de um obstáculo, colocado a 1 metro e 70 do chão, surpreendendo até os próprios atletas que não conseguiam transpor essa barreira.
Num tempo em que o desporto era amador, tornava-se possível conciliar várias modalidades. Guilherme Espírito Santo foi então convidado para praticar salto em altura, salto em comprimento e triplo salto, pela secção de atletismo do Benfica. Sagrou-se bicampeão nacional em todas as actividades, altura, (que datava de… 1915, 
há 23 anos) comprimento e triplo salto. Melhorou o recorde nacional do salto em altura, por duas vezes, em 1940, e no salto em altura, a sua marca de 1.88 metros foi mesmo recorde ibérico e manteve-se como o máximo nacional durante 20 anos. A sua aptidão para o desporto, aliada ao desportivismo que sempre o caracterizou, valeram-lhe a condecoração com o prémio fair-play, pelo Comité Olímpico Internacional, em 1999.

## Morte
Morreu em Lisboa, no dia 25 de Novembro de 2012, com 93 anos.

## Curiosidades
Mesmo depois de retirado, tanto do futebol como do atletismo, a vocação desportiva de Espírito Santo manteve-se inalterada. Praticou ténis até uns impressionantes 85 anos de idade, e sagrou-se campeão nacional em terceiras categorias, com 60 anos.

## Palmarés

### Futebol
- 4 Campeonatos Nacionais: (1936-37, 1937-38, 1944-45, 1949-50)
- 3 Taças de Portugal: (1939-40, 1943-44, 1948-49)
- 1 Campeonato de Lisboa: (1939-40)

### Atletismo
- 2 Campeonatos Nacionais em Salto em Altura: (1938, 1940)
- 2 Campeonatos Nacionais em Salto em Comprimento: (1939, 1940)
- 2 Campeonatos Nacionais em Triplo Salto: (1938, 1939)

### Recordes Pessoais
- Salto em Altura: 1,88 (Lisboa - 1940)
- Salto em Comprimento: 6,89 (Lisboa - 1938)
- Triplo Salto: 14,015 (Lisboa - 1938)